# Christopher Fairbank
Christopher Fairbank (nacido el 4 de octubre de 1953) es un actor de cine, teatro y televisión inglés, más conocido en el Reino Unido por interpretar a Moxey en la serie de comedia dramática Auf Wiedersehen, Pet.

## Carrera
En 2010, apareció como detective en Five Daughters y como Alfred "Freddie" Lennon en la película biográfica Lennon Naked.

## Filmografía

### Película[4]
| Año  | Título                                         | Personaje                                  | Observaciones              |
| ---- | ---------------------------------------------- | ------------------------------------------ | -------------------------- |
| 1979 | Agatha                                         | Luland                                     | Como Chris Fairbank        |
| 1980 | The Awakening                                  | Porter                                     |                            |
| 1980 | Cry Wolf                                       | Sargento                                   | Cortometraje               |
| 1985 | Plenty                                         | Spencer                                    |                            |
| 1988 | Hanna's War                                    | Ruven                                      |                            |
| 1989 | Venus Peter                                    | Ciego                                      | Como Christopher Fairbanks |
| 1989 | Batman                                         | Nic                                        |                            |
| 1990 | Cazador blanco, corazón negro                  | Tom Harrison                               | Tambiéndirector artístico  |
| 1990 | Hamlet                                         | Player Queen                               |                            |
| 1992 | Alien 3                                        | Thomas Murphy                              | Como Chris Fairbank        |
| 1997 | El quinto elemento                             | Mactilburgh                                |                            |
| 2001 | The Bunker                                     | Sgt. Heydrich                              |                            |
| 2002 | Anazapta                                       | Steward                                    |                            |
| 2002 | Below                                          | Pappy                                      |                            |
| 2005 | Valiant                                        | Voces adicionales                          | Como Chris Fairbank        |
| 2005 | Wallace & Gromit: The Curse of the Were-Rabbit | Voces adicionales                          |                            |
| 2005 | Goal!                                          | Foghorn                                    |                            |
| 2006 | Cargo                                          | Ralph                                      |                            |
| 2006 | Almost Heaven                                  | Teapot Ted                                 |                            |
| 2006 | Flushed Away                                   | Thimblenose Ted, Cockroach, Passerby (voz) |                            |
| 2007 | Five Days: Revised Final episodio              | DS Mal Curling                             |                            |
| 2008 | MindFlesh                                      | Verdain                                    |                            |
| 2009 | Goal! 3: Taking on the World                   | Foghorn                                    |                            |
| 2009 | Edward's Turmoil                               | Abuelo                                     | Cortometraje               |
| 2011 | Little Deaths                                  | X                                          | Segmento: "Mutant Tool"    |
| 2011 | Pirates of the Caribbean: On Stranger Tides    | Ezekiel                                    |                            |
| 2012 | Orthodox                                       | Goldberg                                   | Cortometraje               |
| 2013 | Jack the Giant Slayer                          | Tío                                        |                            |
| 2014 | Guardianes de la Galaxia                       | The Broker                                 |                            |
| 2014 | Hércules                                       | Gryza                                      | Como Chris Fairbank        |
| 2015 | Dragonheart 3: The Sorcerer's Curse            | Potter                                     |                            |
| 2015 | Writers Retreat                                | Nigel                                      |                            |
| 2015 | Orthodox                                       | Joseph Goldberg                            |                            |
| 2016 | Lady Macbeth                                   | Boris                                      |                            |
| 2017 | Papillon                                       | Jean Castili                               |                            |
| 2018 | Walk like a Panther                            | Lesley Beck                                |                            |
| 2018 | The Fight                                      | Frank Dunn                                 |                            |
| 2019 | Tayna pechati drakona                          | Grey                                       |                            |
| 2020 | The Show                                       | Patsy Bleaker                              |                            |
| 2020 | Deus Otiosus: The Idle God                     | Deus                                       | Cortometraje               |
| 2021 | All My Friends Hate Me                         | Norman                                     |                            |
| 2021 | Śmierć Zygielbojma                             | Woolf                                      |                            |
| 2022 | Guardians of the Galaxy: Cosmic Rewind         | The Broker                                 | Cortometraje               |
| 2022 | Survive This                                   | John                                       | Cortometraje               |
| 2023 | Guardianes de la Galaxia vol. 3                | The Broker                                 |                            |

### Televisión
| Año       | Título                                            | Papel                   | Notas                                                                  |
| --------- | ------------------------------------------------- | ----------------------- | ---------------------------------------------------------------------- |
| 1978      | Z Cars                                            | Z Cars                  | Episodio: "A Woman's Place"                                            |
| 1978      | Plain Murder                                      | Oldroyd                 | Película de televisión                                                 |
| 1979      | Los profesionales                                 | Billy                   | Episodio: "The Purging of CI5"; Como Chris Fairbank                    |
| 1979–1980 | The Old Curiosity Shop                            | Kit Nubbles             | 7 episodios                                                            |
| 1980      | Noah's Castle                                     | Cliff                   | 6 episodios                                                            |
| 1980      | Little Lord Fauntleroy                            | Man filling in ditch    | Películas de televisión; sin acreditar                                 |
| 1980      | Maria Marten or Murder in the Red Barn            | Tom Corder              | 3 episodios; Como Chris Fairbank                                       |
| 1980–1982 | BBC2 Playhouse                                    | Billy, Jerry            | 2 episodios                                                            |
| 1981      | Coronation Street                                 | Ginger                  | 8 episodios                                                            |
| 1982      | Sapphire y Steel                                  | Johnny Jack             | 4 episodios                                                            |
| 1983–2004 | Auf Wiedersehen, Pet                              | Albert Moxey            | 39 episodios                                                           |
| 1985      | Murder with Mirrors                               | Sergeant Lake           | Película de televisión                                                 |
| 1987      | Bergerac                                          | Sydney Sterrat          | Episodio: "Root and Branch"                                            |
| 1987      | The Two Mrs. Grenvilles                           | Horst Berger            | Episodio: "#1.1", "#1.2"                                               |
| 1987      | Casualty                                          | Gerald Bryant           | Episodio: "A Drop of the Hard Stuff"                                   |
| 1988      | Rockliffe's Babies                                | Dover                   | Episodio: "Easy Meat"                                                  |
| 1988      | South of the Border                               | Dennis                  | Episodio: "#1.1"                                                       |
| 1989      | The Bill                                          | Charles                 | Episodio: "Grace of God"                                               |
| 1990      | Hands of a Murderer                               | Jeremy Stubb            | Película de televisión                                                 |
| 1992      | Spender                                           | Joe Phelan              | Episodio: "Fly by Night"                                               |
| 1992      | Framed                                            | Sydney Jefferson        | Episodio: "#1.1"                                                       |
| 1993      | Stay Lucky                                        | Leech                   | Episodio: "Down to Earth"                                              |
| 1993      | Calor tropical                                    | Patrick                 | Episodio: "Deal of a Lifetime"                                         |
| 1993      | Prime Suspect                                     | Chief Insp. David Lyall | Episodio: "Keeper of Souls: Part 2"; Como Chris Fairbank               |
| 1994      | Royce                                             | Kupchak                 | Película de televisión                                                 |
| 1994      | A Pinch of Snuff                                  | Det Sgt Edgar Wield     | 3 episodios                                                            |
| 1994      | Lovejoy                                           | Foxy Norris             | Episodio: "Day of Reckoning"                                           |
| 1994      | Finney                                            | Bobo Jnr.               | 6 episodios                                                            |
| 1994–1995 | Space Precinct                                    | Breon, Burl Flak        | Episodio: "Welcome to Demeter City", "Hate Street"                     |
| 1994–1996 | Crocodile Shoes                                   | Alan Clarke             | Temporada 1: 3 episodios; temporada 2: 5 episodios                     |
| 1995      | Inspector Morse                                   | George Daley            | Episodio: "The Way Through the Woods"; como Chris Fairbank             |
| 1996      | Into the Fire                                     | Joyce                   | 3 episodios                                                            |
| 1997      | True Tilda                                        | Gavel                   |                                                                        |
| 1997      | Silent Witness                                    | Chris Palmer            | Episodio: "Friends Like These: Part 1", "Friends Like These: Part 2"   |
| 1997      | Wokenwell                                         | Stew Saunter            | Episodio: "#1.5"                                                       |
| 1997      | Underworld                                        | Haynesie                | 5 episodios                                                            |
| 1998      | Invasion: Earth                                   | Wg. Cdr. Friday         | 4 episodios; Como Chris Fairbank                                       |
| 1999      | The Scarlet Pimpernel                             | Fumier                  | 3 episodios                                                            |
| 2000      | London's Burning                                  | Tony                    | Episodio: "#12.5"                                                      |
| 2000      | City Central                                      | Mark Dixon              | Episodio: "History"                                                    |
| 2000      | In the Beginning                                  | Idol Worshipper         | Episodio: "Part I", "Part II"                                          |
| 2001      | In a Land of Plenty                               | Bob                     | Episodio: "#1.10"                                                      |
| 2002      | Paradise Heights                                  | John Askins             | 1 episodio                                                             |
| 2003      | In Deep                                           | Harbinson               | Episodio: "Character Assassins: Part 1", "Character Assassins: Part 2" |
| 2003      | Comic Relief 2003: The Big Hair Do                | Albert Arthur Moxey     | Especial de televisión                                                 |
| 2003      | Spooks                                            | Gordon Blaney           | 1 episodio; sin acreditar                                              |
| 2005      | The Rotters' Club                                 | Roll-up Reg             | 1 episodio                                                             |
| 2005      | A Waste of Shame                                  | Físico                  | Película de televisión                                                 |
| 2006      | New Tricks                                        | Tommy Gerrard           | Episodio: "Diamond Geezers"                                            |
| 2006      | The Line of Beauty                                | Barry Groom             | 3 episodios                                                            |
| 2007      | Five Days                                         | DS Mal Curling          | Episodio: "Day Twenty Eight", "Day Seventy Nine"                       |
| 2007      | Diamond Geezer                                    | Barry                   | Episodio: "Old School Lies"                                            |
| 2007      | Midsomer Murders                                  | Ronnie Tyler            | Episodio: "Death in a Chocolate Box"                                   |
| 2008      | Ashes to Ashes                                    | David Bonds             | 1 episodio                                                             |
| 2008      | Never Better                                      | Doug                    | 6 episodios                                                            |
| 2008      | Tess of the d'Urbervilles                         | Groby                   | 4 episodios                                                            |
| 2008      | Merlin                                            | Black Knight (voz)      | Episodio: "Excalibur"                                                  |
| 2009      | Law & Order: UK                                   | Jeff McFadden           | 1 episodio                                                             |
| 2010      | This is Jinsy                                     | Letley Orridge          | Episodio: "Bandy Dog Red"                                              |
| 2010      | Five Daughters                                    | DCI John Quinton        | 3 episodios                                                            |
| 2010      | Lennon Naked                                      | Freddie Lennon          | Película de televisión                                                 |
| 2011      | Hidden                                            | George Venn             | 3 episodios                                                            |
| 2012      | Kidnap and Ransom                                 | Chris Taylor            | 3 episodios                                                            |
| 2012      | Inspector George Gently                           | Billy Mallam            | 1 episodio                                                             |
| 2013      | Borgen                                            | Vassily Andrejev        | Episodio: "Fortidens sønner"                                           |
| 2013      | Family Tree                                       | Neville St. Aubrey      | Episodio: "The Box"                                                    |
| 2013      | Doc Martin                                        | Malcolm Raynor          | Episodio: "Hazardous Exposure"                                         |
| 2014      | Jamaica Inn                                       | Harry                   | 3 episodios                                                            |
| 2014      | Doctor Who                                        | Fenton                  | Episodio: "Flatline"                                                   |
| 2015      | Wolf Hall                                         | Walter Cromwell         | Episodio: "Three Card Trick", "Crows"                                  |
| 2015      | Wallander                                         | Sten Norlander          | Episodio: "The Troubled Man"                                           |
| 2015–2016 | Dickensian                                        | Silas Wegg              | 15 episodios                                                           |
| 2016      | The Secret Agent                                  | Yundt                   | Episodio: "#1.1"                                                       |
| 2017      | Taboo                                             | Ibboston                | 3 episodios                                                            |
| 2018      | Vera                                              | Robert Naresby          | 1 episodio                                                             |
| 2018      | The Woman in White                                | Mr. Brown               | Episodio: "#1.4", "#1.5"                                               |
| 2019      | Grantchester                                      | Eli Roper               | Episodio: "#4.5"                                                       |
| 2019      | Hatton Garden                                     | Billy Lincoln           | Episodio: "#1.3", "#1.4"                                               |
| 2020      | Outlander                                         | Aaron Beardsley         | Episodio: "Free Will"                                                  |
| 2022      | Shakespeare &amp; Hathaway: Private Investigators | Don Bergius             | Episodio: "Die We Must"                                                |
| 2022      | The Essex Serpent                                 | Cracknell               | Episodio: "Matters of the Heart", "Everything Is Blue"                 |
| 2022      | Sherwood                                          | Bill Raggett            |                                                                        |
| 2022      | Andor                                             | Ulaf                    | 3 episodios                                                            |

### Videojuegos
| Year | Title                                        | Role                                  | Notes                |
| ---- | -------------------------------------------- | ------------------------------------- | -------------------- |
| 2002 | Prisoner of War                              | Coronel Roger Harding                 |                      |
| 2003 | I.G.I.-2: Covert Strike                      | David Jone                            |                      |
| 2004 | The Getaway: Black Monday                    | Voces adicionales                     | Como Chris Fairbank  |
| 2006 | Rule of Rose                                 | Gregory M. Wilson                     | Como Chris Fairbank  |
| 2006 | Killzone: Liberation                         | General Armin Metrac                  | Como Chris Fairbank  |
| 2006 | Medieval II: Total War                       |                                       | Como Chris Fairbank  |
| 2007 | Heavenly Sword                               | Voces adicionales                     |                      |
| 2007 | Hellgate: London                             |                                       | Como Chris Fairbank  |
| 2008 | conflict: Denied Ops                         |                                       |                      |
| 2008 | viking: Battle for Asgard                    |                                       | Como Chris Fairbank  |
| 2008 | Age of Conan                                 |                                       |                      |
| 2008 | Fable II                                     |                                       |                      |
| 2009 | Demon's Souls                                | Old King Doran, Yurt the Silent Chief |                      |
| 2009 | Killzone 2                                   | Voces adicionales                     | Como Chris Fairbank  |
| 2009 | Wheelman                                     |                                       | Como Chris Fairbanks |
| 2011 | The Last Story                               | Narrador (voz)                        | Como Chris Fairbank  |
| 2011 | Killzone 3                                   | Soldados Helghast (voz)               |                      |
| 2011 | Renegade Ops                                 | Inferno (voz)                         |                      |
| 2012 | The Secret World                             | Khalid El-Sayad (voz)                 |                      |
| 2013 | Divinity: Dragon Commander                   | Falstaff (voz)                        |                      |
| 2013 | Puppeteer                                    | General Tiger (voz)                   |                      |
| 2017 | Warhammer 40.000: Dawn of War III            | Inquisitor Holt, Space Marines (voz)  | Como Chris Fairbanks |
| 2022 | Lego Star Wars: The Skywalker Saga           |                                       |                      |
| 2022 | Warhammer 40,000: Chaos Gate - Daemonhunters | Brother Purifier Ectar (voz)          |                      |